# Big Texan Steak Ranch
Il Big Texan Steak Ranch è un ristorante-motel situato ad Amarillo, in Texas. Aperto nel 1960, si trova lungo East Amarillo Boulevard, dove un tempo attraversava l'U.S. Route 66. Nel 1970 è stato spostato sul percorso dell'Interstate 40. Nel 1976 un incendio distrusse la zona ovest del ristorante, tra cui anche oggetti d'antiquariato dal valore di 100.000$. Il ristorante è stato riaperto nel 1977, a seguito dei lavori di ricostruzione. L'edificio è dipinto di un giallo chiaro con finiture blu. La statua di un toro pubblicizza la famosa bistecca da 72 once. L'ormai chiuso Texas Tornado Museum aveva sede in un angolo lontano del parcheggio della proprietà.